# Anton d’or
Der Anton d’or ist eine Goldmünze, die während der Regentschaft von König Anton von Sachsen im Zeitraum von 1827 bis 1836 im albertinischen Sachsen nach dem Vorbild des Louis d’or und August d’or geprägt wurde.
Gesetzliche Grundlage ist das Edikt vom 13. August 1772 in Übereinstimmung mit dem Münzedikt vom 14. Mai 1763. König Friedrich August I. von Sachsen hatte bereits seit 1806 den August d’or in der Münzstätte Dresden nach dem Münzfuß des Louis d’or mit 21 Karat 8 Grän Feingold = 902,778 ‰ prägen lassen.
| Louis d’or          | 35 Stück aus der rauhen Mark   | Feingewicht = 6,032 g Raugewicht = 6,682 g   | Wert = 4 Taler 20 Groschen bis 5 Taler  |
| Doppelte Louis d’or | 17 ¼ Stück aus der rauhen Mark | Feingewicht = 12,065 g Raugewicht = 13,364 g | Wert = 9 Taler 16 Groschen bis 10 Taler |

Die Prägungen erfolgten in der Münzstätte Dresden in geringerer Stückzahl von 1827 bis 1836:
- 5 Taler = 6.190 Stück
- 10 Taler = 43.700 Stück

| |  | Anton d’or (5 Taler) 1832 |
| Anton König von Sachsen (1827–1836) |  |                           |
| Münzstätte Dresden, Prägung 1829–1832, insgesamt 3.605 Stück |  |                           |
| Münzmeister Johann Gotthelf Studer, Amtszeit 1812 bis 29.03.1832 |  |                           |
| 1832: Prägung 175 Stück, davon 70 Stück erst 1833 geprägt |  |                           |
| Gewicht: 6,63 g, Durchmesser: 23,71 mm, Dicke: 1,11 mm |  |                           |
| Vs.: Kopfbild des Königs nach rechts, Name und Herrschertitel wieder mit Gottesgnadentum als Umschrift in deutscher Kapitalschrift von links beginnend: ANTON V.G.G. KOENIG VON SACHSEN |  |                           |
| Rs.: Geschweiftes Wappenschild unter Königskrone mit heraldisch tingierten Majestätswappen von 1815, umgeben von zwei zusammengebundenen Zweigen der Mauerraute; oben als Umschrift Jahreszahl von der Krone getrennt, unten zwischen der Schleife kleiner Buchstabe S des Münzmeisternamens, Wertangabe unten als Umschrift: FÜNF THALER |  |                           |
| Ringprägung, beidseitig Randstäbchen mit anliegendem Perlkreis, Kante gerade geriffelt, Kehrprägung |  |                           |

Mit dem Wiener Münzvertrag vom 24. Januar 1857 wurde die weitere Prägung anderer Goldmünzen als die Krone untersagt.
Eine Außerkurssetzung war nicht vorgesehen. Der Umrechnungskurs richtete sich nach dem Goldpreis.
Die endgültige Außerkurssetzung erfolgte ab 1. April 1874 im Wert von 16,83 Mark Reichswährung für den August d’or und von 33,66 Mark Reichswährung für den Doppel-August d’or.